# 2011 en France
Chronologie de la France
- 2007
- 2008
- 2009
- 2010
- 2011
- 2012
- 2013
- 2014
- 2015

Cette page présente les faits marquants de l'année 2011 en France.

## Événements

### Janvier
- 4 janvier : éclipse annulaire partielle du soleil de 7 h 50 à 10 h 30.
- 10 janvier : inauguration de la ligne aérienne d'Air France Paris-Charles de Gaulle - Cologne.

### Février
- 2 février : face à une forte mobilisation, Nathalie Kosciusko-Morizet annonce la suspension de l'autorisation de prospection du gaz de schiste en France.
- 3 février : les propos de Nicolas Sarkozy promettant des sanctions contre les possibles manquements des policiers ou des magistrats dans l'affaire du meurtre de Laëtitia Perrais à Pornic, provoquent un appel à la grève des juges.
- 13 février : après avoir menacé de le transférer dans une ville de la couronne parisienne, la fédération française de tennis annonce maintenir le tournoi de Roland-Garros à Paris sur un site qui doit être agrandi.
- 25 février : libération de Françoise Larribe, l'un des otages français d'AQMI au Niger.
- samedi 27 février : Remaniement du gouvernement François Fillon

### Mars
- Départementalisation de Mayotte[1]
- 14 mars : Promulgation de la loi LOPPSI 2. Cette loi renforce l'arsenal juridique à disposition de la police pour la lutte contre la délinquance et augmente les sanctions pénales. Mais les possibilités de censure et de contrôle du web et les possibles atteintes à la vie privée de cette loi suscite de nombreuses inquiétudes chez les associations de défenseur des droits de l'homme. La controverse s'accentue avec l’invalidation d'une dizaine d’articles de la loi par le Conseil constitutionnel.
- 19 mars : Opération Harmattan. L'armée de l'air et la marine nationale interviennent en Libye contre les forces du colonel Kadhafi sous mandat de l'ONU (Intervention militaire de 2011 en Libye).
- 20 et 27 mars : élections cantonales (remplacement des élus de 2004)[2]

### Avril
- 21 avril : Agnès Dupont de Ligonnès et ses quatre enfants sont retrouvés assassinés à Nantes[3]. Le père, Xavier Dupont de Ligonnès, fait l'objet d'un mandat d'arrêt international[4].

### Mai
- 14 mai : arrestation à New-York de Dominique Strauss-Kahn, directeur général du FMI, dans le cadre d'une accusation d'agression sexuelle à l'encontre de Nafissatou Diallo.
- 26 et 27 mai : sommet du G8 à Deauville.
- 29 mai : démission de Georges Tron, secrétaire d'État.

### Juin
- 29 juin :
  - Remaniement du gouvernement François Fillon après la nomination de Christine Lagarde au FMI
  - Libération des deux journalistes français Hervé Ghesquière et Stéphane Taponier ainsi que leurs trois accompagnateurs après 547 jours de captivité en Afghanistan.
- 30 juin : fin du mandat de l’Opération des Nations unies en Côte d'Ivoire (ONUCI).

### Juillet
- 6 juillet : proclamation de Pyeongchang, Corée du Sud, ville qui organisera les jeux olympiques d'hiver de 2018 : Annecy, ville candidate, n'est pas retenue.

- 12 juillet : l'Assemblée nationale vote par 482 voix (UMP, Nouveau centre et PS) contre 29 (essentiellement des communistes) la poursuite de l'intervention française en Libye.

### Août
- 21-28 août : 9e Coupe du monde de football des sans-abri à Paris.
- 24 août : Présentation d'un plan de rigueur de 11 milliards d'euros par le gouvernement. L'aggravation de la crise économique et la baisse de la croissance oblige, selon le premier ministre François Fillon, à l’adoption de nouvelles mesures fiscales pour limiter le déficit public.

### Septembre
- 25 septembre, élections sénatoriales : la gauche obtient 178 sièges contre 170 pour la droite. Le Sénat change de majorité pour la première fois depuis le début de la Ve République.
- 26 septembre : Chantal Jouanno est remplacée au ministère des Sports par David Douillet.

### Octobre
- 31 octobre : fin de l'opération Harmattan, à la suite de la victoire des rebelles sur l'armée de Kadhafi en Libye. Le coût total des opérations militaires engagés en Libye atteint 350 millions d'euros, soit 39 % des dépenses initialement prévues pour les OPEX (opérations extérieures) pour l'année 2011. Les dépenses totales devraient finalement atteindre 1,2 milliard d’euros.

### Novembre
- 2 novembre : sortie du film Intouchables cumulant 19 millions d'entrées.
- 6 novembre : Annonce d'un second plan de rigueur de 8 milliards d'euros par le gouvernement
- 15 novembre : Adoption définitive du projet de loi de finance pour 2012.
- Croissance estimée à 1,75 %.
- Suppressions de 40 000 postes de fonctionnaires.
- Le déficit public sera ramené de 5,7 à 4,5 % du PIB.
- Dépenses prévues à 366 milliards d'euros.
- Recettes estimés à 288 milliards d'euros.
- Déficit public de 81 milliards d'euros.

### Sécheresse
La France connait une sècheresse en avril (où les précipitations n'atteignent que 29 % des normales et entrainent une baisse des quantités de fourrage récoltées) et en novembre (fleuves et cours d'eau anormalement bas).

### Tempête
- Les 15 et 16 décembre, la tempête Joachim frappe la France.

## Sports et manifestations nationales
- dimanche 30 janvier : La France remporte le championnat du monde de handball pour la quatrième fois
- mercredi 9 février : Football, match amical France-Brésil au Stade de France.
- du 14 au 23 novembre : Championnats du monde d'haltérophilie au Stade Coubertin,  à Paris[6]
- 14 novembre : Fondation de la Fédération de Parkour (FPK), organisme chargé du parkour, du free running et de l'Art Du Déplacement en France[7].

## Sciences et technologies
- 25 juin 2011 : Fin de construction du tramway d'Angers[8].
- 30 novembre : Fin de la télévision analogique en France, remplacée par la TNT.
- 11 décembre : mise en service prévue de la ligne à grande vitesse Rhin-Rhône[9], qui avait été inaugurée le 8 septembre[10].

### Dates à préciser
- Construction prévue de la deuxième ligne du tramway de Douai.
- Fin des travaux de désensablement du Mont-Saint-Michel.

## Culture

### Cinéma

#### Films français sortis en 2011
- 26 janvier (Nord-Pas-de-Calais) / 2 février (national) : Rien à déclarer
- 16 février : Les Femmes du 6e étage, film de Philippe Le Guay
- 6 juillet : Case départ
- 19 octobre : Polisse
- 2 novembre : Intouchables
- 12 octobre : Un monstre à Paris
- 26 octobre : L'Exercice de l'État (film franco-belge de Pierre Schoeller).

#### Autres films sortis en France en 2011
- 2 février : Le Discours d'un roi
- 9 février : Black Swan
- 18 mai : Pirates des Caraïbes : La Fontaine de jouvence
- 15 juin : L'amour a ses raisons (Manuale d'amore 3), film italien de Giovanni Veronesi
- 13 juillet : Harry Potter et les Reliques de la Mort, 2e partie.
- 26 octobre : Les Aventures de Tintin : Le Secret de La Licorne

#### Prix et récompenses
- Du 11 au 22 mai : 64e édition du Festival de Cannes :
  - Les films français récompensés sont The Artist (Prix d'interprétation masculine) et Polisse (Prix du Jury).
- 36e cérémonie des César :
  - César du meilleur film : Des hommes et des dieux, de Xavier Beauvois
- Prix Jean-Vigo.
- Prix Louis-Delluc : Le Havre d'Aki Kaurismäki

## Décès en 2011

### Janvier
- 10 : Jean-Marc Cochereau (chef d'orchestre)
- 17 : Jean Dutourd (écrivain), à 91 ans
- 24 : Robert Schwint, sénateur (1971-1988) puis député (1988-1993) du Doubs, maire de Besançon (1977-2001).

### Février
- 3 : Maria Schneider, actrice, 58 ans, la star de Le Dernier Tango à Paris (Bernardo Bertolucci) et Profession : reporter (Michelangelo Antonioni).
- 3 : Édouard Glissant, écrivain, poète et essayiste martiniquais.
- 5 : Françoise Cachin, historienne de l'art et conservateur de musée.
- 6 : Andrée Chedid, femme de lettres et poète.
- 9 : Félix Molinari, dessinateur et scénariste de bandes dessinées.
- 10 : Michel Fagadau, metteur en scène et adaptateur de théâtre.
- 15 : François Nourissier, écrivain, journaliste et membre de l'Académie Goncourt.
- 16 : Gilbert Gantier, homme politique, député de Paris de 1975 à 2004.
- 16 : Henri Maurel, fondateur et président d'honneur de Radio FG.
- 23 : Jean Lartéguy, écrivain et journaliste.
- 28 : Annie Girardot, actrice, césar de la meilleure actrice en 1977.

### Mars
- 3 : Jean-Pierre Bouyssonnie, industriel
- 15 : Michel Fortin, acteur
- 16 : André Duroméa, homme politique, maire du Havre de 1971 à 1994.
- 20 : Jacques Capelovici, linguiste
- 22 : Nadia Barentin, comédienne
- 25 : Jean Royer, homme politique, ministre (1973-1974), maire de Tours de 1959 à 1995
- 26 : Jean-Philippe Lecat, homme politique, ministre (1973-1974 et 1978-1981), député de la Côte-d'Or
- 26 : Greg Centauro,  acteur et producteur de films pornographiques de 1997 à 2011.
- 27 : Hélène Surgère, actrice
- 29 : Xavier Deniau, homme politique, député du Loiret (1962-2002)
- 30 : Roland Nungesser, homme politique, maire de Nogent-sur-Marne de 1959 à 1995

### Avril
- 8 : Dominique Desanti, écrivaine, journaliste, historienne
- 11: Jean Izard, haut fonctionnaire et homme de radio
- 12 : Jean-Claude Darnal, chanteur, compositeur, interprète et écrivain
- 14 : Louis Dufaux, évêque catholique de Grenoble (1989-2006)
- 22 : Daniel Darès, comédien, producteur et directeur de théâtre
- 24 : Marie-France Pisier, actrice et écrivaine
- 25 : Denise Bonal, comédienne et dramaturge
- 25 : Claude Winter, actrice

### Mai
- 3 : Patrick Roy, homme politique, député-maire de Denain
- 4 : Bernard Stasi, homme politique, ministre (1973-1974)
- 4 : Françoise Olivier-Coupeau, femme politique, député du Morbihan
- 7 : Jane Rhodes, chanteuse d'opéra
- 21 : Ricet Barrier, chanteur et fantaisiste
- 21 : Paul Gillon, auteur de bande dessinée
- 29 : Michel Boujut, écrivain et critique de cinéma
- 29 : Raymond Boyer, archéologue

### Juin
- 3 : José Rosinski, coureur automobile et chroniqueur de F1
- 4 : Maurice Garrel, acteur
- 5 : Célestin Oliver, footballeur
- 7 : Jorge Semprún, écrivain franco-espagnol
- 8 : Franck Fernandel, acteur, chanteur et animateur de radio
- 10 : Jean Diwo, journaliste et écrivain
- 13 : Évelyne Pagès, journaliste et animatrice de radio et télévision
- 17 : Jean-Paul Brouchon, journaliste sportif
- 23 : Christiane Desroches Noblecourt, égyptologue
- 24 : Jean Bardin, journaliste, producteur et animateur de radio

### Juillet
- 1er : Louis Rosier Jr., coureur automobile
- 1er : Marc Jeannerod, médecin, professeur d'université et écrivain
- 10 : Philippe Lemaire, avocat pénaliste et abolitionniste de la peine de mort
- 10 : Roland Petit, chorégraphe et danseur
- 13 : Marc Rioufol, acteur
- 17 : Georges Condominas, ethnologue
- 18 : Jacques Noël, décorateur de théâtre
- 18 : Jacques Jouanneau, acteur
- 24 : David Servan-Schreiber, médecin et essayiste
- 26 : Denise Scharley, chanteuse d'opéra
- 27 : Victor Laks, peintre
- 27 : Pierre Schielé, homme politique, sénateur du Haut-Rhin (1968-1995)
- 28 : Albert Ferrasse, rugbyman, président de la FFR de 1968 à 1991
- 30 : Pierre Denis, linguiste, lexicographe, universitaire breton et écrivain
- 31 : Jean-Claude Asphe, homme politique, député-maire de Vernon (1993-1997)

### Août
- 1er : Léo Figuères, homme politique
- 3 : Louis Derbré, sculpteur
- 6 : Henri Tisot, acteur, imitateur, humoriste et écrivain
- 8 : Hervé de Fontmichel, homme politique
- 8 : Charles Ehrmann, homme politique, député des Alpes-Maritimes (1976-1981 puis 1986-2002)
- 9 : François Cacheux, sculpteur
- 10 : Arnaud Desjardins, réalisateur et essayiste
- 11 : Jean Kiffer, homme politique, député de la Moselle (1973-1978 puis 1986-1997)
- 15 : Allain Leprest, chanteur et parolier
- 17 : Pierre Delachenal, général de l'armée de l'air, premier commandant de la Patrouille de France
- 17 : Michel Mohrt, écrivain, membre de l'Académie française
- 17 : Pierre Quinon, athlète spécialiste du saut à la perche
- 18 : Jean Tabary, dessinateur de bandes dessinées
- 19 : Raoul Ruiz, cinéaste
- 19 : René La Borderie, professeur, pédagogue et écrivain
- 19 : Paul Yonnet, sociologue des loisirs et des sports
- 21 : Patrick Guillemin, acteur

### Septembre
- 3 : Jean-Paul Bucher, cuisinier et homme d'affaires
- 5 : Bernard Brunhes, conseiller social
- 11 : Jean-Claude Abrioux, homme politique
- 14 : Gilles Chaillet, scénariste et dessinateur de bande dessinée
- 15 : Georges Fillioud, homme politique, ministre (1981-1986)
- 16 : Jean Leclant, orientaliste et égyptologue
- 16 : Lucien Jerphagnon, historien de la philosophie
- 17 : Cora Vaucaire, chanteuse
- 19 : Jacques Alexandre, journaliste
- 19 : Jean Roy, critique musical et musicologue
- 21 : Jean-Paul Clébert, écrivain
- 21 : Paulette Dubost, actrice de cinéma, de télévision et de théâtre
- 24 : François-Georges Dreyfus, historien
- 29 : Denise Gence, actrice
- 30 : Pierre Lesieur, artiste peintre

### Octobre
- 7 : Michel Peissel, ethnologue, explorateur et écrivain
- 9 : Jean Gourmelin, dessinateur
- 13 : Pierre Chantelat, homme politique
- 15 : Jacques Chapus, journaliste
- 16 : Jacques Douffiagues, homme politique
- 18 : Jacques Thuillier, historien de l'art
- 20 : Alain Bayrou, homme politique
- 20 : Roger Tallon, designer
- 22 : Jean Dubuisson,architecte
- 23 : Jean Amadou, journaliste, humoriste, écrivain
- 26 : Michel Inchauspé, homme politique, député (1967-1986, 1988-2002)
- 27 : Michel Giraud, homme politique, ministre (1993-1995)
- 29 : Robert Lamoureux, acteur, réalisateur

### Novembre
- 1er : Christiane Legrand, chanteuse
- 1er : André Hodeir, violoniste, compositeur, arrangeur et musicologue
- 5 : Loulou de la Falaise, créatrice de bijoux
- 12 : Hubert Nyssen, écrivain et éditeur
- 14 : Guy Dejouany, dirigeant d'entreprise
- 17 : Pierre Dumayet, journaliste, scénariste et producteur de télévision
- 20 : Robert Party, acteur
- 22 : Danielle Mitterrand
- 27 : Henry Bulawko, journaliste, historien, traducteur et écrivain

### Décembre
- 1er : François Lesage, brodeur
- 8 : Ladislas de Hoyos, journaliste
- 9 : Jacques Debary, comédien
- 14 : Roland Dubillard, comédien et écrivain
- 14 : Paul-Émile Deiber, comédien
- 27 : Geneviève Moll, journaliste et écrivain